# Crematogaster chopardi
Crematogaster chopardi är en myrart som beskrevs av Bernard 1950. Crematogaster chopardi ingår i släktet Crematogaster och familjen myror. Inga underarter finns listade i Catalogue of Life.